# Darayisung Gödeng Khan
Daraisung Guden Khan (tiếng Mông Cổ: Дарайсүн гүдэн хаан, 1520 - 1557) là một Khả hãn của triều đại Bắc Nguyên tại Mông Cổ. Ông là con trai cả của Bodi Alagh Khan.
Trong thời gian cai trị của mình, Altan Khan trở nên mạnh mẽ và coi thường sức mạnh của Đại hãn và Daraisung Khan không thể giành được chiến thắng trong các cuộc xung đột giữa họ. Altan Khan buộc Daraisung Guden Khan phải chạy trốn về phía đông. Bốn năm sau, vào năm 1551, Daraisung đã thỏa hiệp với Altan thừa nhận sự lãnh đạo của Altan để đổi lấy việc trao danh hiệu "Gegeen Khan" cho ông. Do đó, Daraisung Guden Khan đã buộc phải di dời triều đình của mình đến phía đông gần Mãn Châu, và sức mạnh của Đại hãn bắt đầu suy giảm. Mặc dù hầu hết các quý tộc Mông Cổ vẫn công nhận Đại hãn là người lãnh đạo đất nước, nhưng đó chỉ là trên danh nghĩa và hai quý tộc Bột Nhi Chỉ Cân tự xưng là khả hãn của các vùng đất của chính họ.
Với sự suy tàn của một nước Mông Cổ thống nhất, chắt của ông, Ligdan Khan, hãn Bột Nhi Chỉ Cân cuối cùng của Mông Cổ, cuối cùng được biết đến với cái tên Ligdan của người Chahar, và cuối cùng bị triều đại nhà Thanh khuất phục.